# Otto Krapp
Otto Krapp (* 19. Mai 1903 in Steinfeld, Oldenburg; † 9. Oktober 1996) war ein deutscher Jurist und Politiker (Zentrum).

## Leben und Beruf
Krapp wurde als Sohn eines Kaufmanns geboren. Nach dem Abitur am Gymnasium Carolinum in Osnabrück im Jahre 1923 studierte er Rechtswissenschaft an den Universitäten in Freiburg im Breisgau, Berlin und Göttingen. Seit 1923 war Krapp Mitglied der Studentenverbindung KDStV Hercynia Freiburg im Breisgau. Nach dem ersten juristischen Staatsexamen absolvierte er sein Referendariat. Er beendete sein Studium 1931 mit dem zweiten juristischen Staatsexamen, promovierte zum Dr. jur. und war anschließend als Rechtsanwalt (seit 1945 auch als Notar) in Oldenburg und Vechta tätig. Von Dezember 1933 bis Januar 1934 war er Mitglied der SA. 1941 wurde er zur Kriegsmarine eingezogen und nahm als Soldat am Zweiten Weltkrieg teil. Nach dem Kriegsende fungierte er kurzzeitig als Oberkreisdirektor in Vechta. Von 1953 bis 1968 war er Generalstaatsanwalt am Oberlandesgericht Oldenburg.

## Partei
Krapp war von 1949 bis 1953 Landesvorsitzender der Zentrumspartei in Niedersachsen.

## Abgeordneter
Krapp war 1946/47 Mitglied des Ernannten Niedersächsischen Landtages. Er wurde 1947 in den Niedersächsischen Landtag gewählt, dem er bis zu seiner Mandatsniederlegung am 8. Dezember 1953 angehörte. Hier war er von 1947 bis 1950 Vorsitzender der Zentrums-Fraktion.

## Öffentliche Ämter
Nach dem Tod von Georg Kassenbrock wurde Krapp am 7. Juni 1950 als Minister für Sonderaufgaben in die von Ministerpräsident Hinrich Wilhelm Kopf geführte Regierung des Landes Niedersachsen berufen. Dieses Amt leitete er bis zur Auflösung des Sonderministeriums am 12. Oktober 1950. Nach dem Ausscheiden der CDU-Minister aus dem Kabinett übernahm er am 21. August 1950 zusätzlich die Leitung des niedersächsischen Justizministeriums. Am 1. Dezember 1953 trat er von seinem Amt zurück.

## Ehrungen
- Großes Bundesverdienstkreuz mit Stern, 1968